# Ларроча, Алисия де
Али́сия де Ларро́ча (Ларро́ча-и-де-ла-Ка́лье, исп. Alicia de Larrocha y de la Calle; 23 мая 1923, Барселона — 25 сентября 2009, Барселона) — испанская пианистка.
Училась музыке с трёхлетнего возраста у Фрэнка Маршалла, дала первый концерт в возрасте шести лет в рамках масштабной Ибероамериканской выставки 1929 года в Севилье; первая её запись (две небольшие пьесы Фридерика Шопена) была сделана, когда пианистке было 9 лет.
С 1947 г. де Ларроча широко гастролирует, в 1954 г. совершила первое турне по США с Лос-Анджелесским филармоническим оркестром. Первоначально пианистка предпочитала моцартовский репертуар, однако в дальнейшем в силу её стремления пропагандировать испанскую и латиноамериканскую музыку с её именем стали связываться преимущественно произведения таких авторов, как Антонио Солер, Исаак Альбенис и учитель её учителя (а также её матери и тёти) Энрике Гранадос: из четырёх премий «Грэмми», полученных Алисией де Ларроча, две присуждены за исполнение сольных произведений Альбениса (1974, 1988), одна — Гранадоса (1991) и лишь ещё одна (1975) — за фортепианные концерты Равеля и Габриэля Форе. Среди других наград Алисии де Ларроча — Медаль Альбениса (2004) и Премия Принца Астурийского (1994).